# Caloptilia palustriella
Caloptilia palustriella là một loài bướm đêm thuộc họ Gracillariidae. Nó được tìm thấy ở Hoa Kỳ (California).
Ấu trùng ăn Salix, bao gồm Salix lasiolepis. Chúng ăn lá nơi chúng làm tổ.